# Касо, Антонио
Антонио Касо Андраде (исп. Antonio Caso Andrade; 19 декабря 1883, Мехико — 6 марта 1946) — мексиканский философ, юрист и общественный деятель, ректор Национального автономного университета Мексики.

## Произведения
- «Философия интуиции» (La filosofía de la intuición, 1914)
- «Существование как экономия, как незаинтересованность и как милосердие» (La existencia como economia, como desinterés y como caridad, 1916)
- «Концепция универсальной истории» (El concepto de la historia universal, 1918)
- «Концепция истории и философия ценностей» (El concepto de la historia universal en la filosofía de los valores, 1923)
- «Позитивизм, неопозитивизм и феноменология» (Positivismo, neopositivismo y fenomenología, 1941)